# Экаджук
Экаджук (Ekajuk, Akajo, Akajuk) — бантоидный язык, один из основных в группе экоидных. Распространён на юго-востоке Нигерии в штате Кросс-Ривер в районе Огоджа в городах Бансара, Нванг, Эбанибим, Нтара 1, 2 и 3.
Численность говорящих около 30 000 человек.
Письменность на основе латиницы. В 1971 году на экаджук был переведён Новый Завет.